# Крістіан Шліманн
Крістіан Шліманн (нім. Christian Schliemann, 4 липня 1962) — західнонімецький хокеїст на траві.
Срібний призер Олімпійських Ігор 1988 року.